# Alejandro Argüello
Alejandro Argüello Roa (ur. 25 stycznia 1982 w mieście Meksyk) – meksykański piłkarz występujący na pozycji defensywnego pomocnika.

## Kariera klubowa
Argüello urodził się w mieście Meksyk i jest wychowankiem tamtejszego zespołu Club América. Do seniorskiego zespołu został wprowadzony jesienią 2004 przez Oscara Ruggeriego. W meksykańskiej Primera División zadebiutował w pierwszej kolejce sezonu Apertura 2004, 15 sierpnia w wygranym 3:2 spotkaniu z Dorados. Zmienił wówczas w doliczonym czasie gry Germána Villę. Pół roku później wywalczył ze swoim zespołem mistrzostwo Meksyku, jednak miał znikomy udział w tym sukcesie – 6 lutego rozegrał 20 minut w meczu z Pueblą. Podstawowym zawodnikiem Amériki Argüello został jesienią 2006. Pierwszego gola w ligowej karierze zdobył 10 lutego 2007 w wygranym 4:2 meczu z Veracruz.
W lipcu 2009 Argüello został wypożyczony do innego pierwszoligowca, Jaguares de Chiapas. Podczas rocznego pobytu w klubie z siedzibą w mieście Tuxtla Gutiérrez wystąpił w 24 spotkaniach, strzelając jednego gola (17 października 2009 w wygranym 2:1 meczu z Monterrey).
Latem 2009 na zasadzie wypożyczenia Argüello zasilił klub Tigres UANL. Nie mogąc wywalczyć miejsca w podstawowym składzie, w ciągu pół roku rozegrał w drużynie tylko jeden mecz – w pierwszej kolejce sezonu z Querétaro.
16 grudnia 2010 Argüello został oficjalnie wypożyczony do Puebli na okres sześciu miesięcy.

## Statystyki kariery

### Klubowe
| Klub         | Sezon     | Kraj   | Rozgrywki        | Liga  | Liga |
| Klub         | Sezon     | Kraj   | Rozgrywki        | Mecze | Gole |
| ------------ | --------- | ------ | ---------------- | ----- | ---- |
| Club América | 2004–2005 | Meksyk | Primera División | 5     | 0    |
| Club América | 2005–2006 | Meksyk | Primera División | 7     | 0    |
| Club América | 2006–2007 | Meksyk | Primera División | 29    | 1    |
| Club América | 2007–2008 | Meksyk | Primera División | 29    | 0    |
| Club América | 2008–2009 | Meksyk | Primera División | 27    | 0    |
| Jaguares     | 2009–2010 | Meksyk | Primera División | 24    | 1    |
| UANL         | 2010–2011 | Meksyk | Primera División | 1     | 0    |
| Puebla       | 2010–2011 | Meksyk | Primera División | 1     | 0    |

## Osiągnięcia

### América
- Zwycięstwo
  - Primera División de México: Clausura 2005
  - Campeón de Campeones: 2005
  - Puchar Mistrzów CONCACAF: 2006
  - InterLiga: 2008
- Drugie miejsce
  - Primera División de México: Clausura 2007
  - InterLiga: 2008